# Stimmecke bei Suderode
Stimmecke bei Suderode este o arie protejată (arie specială de conservare — SAC, sit de importanță comunitară — SCI) din Germania întinsă pe o suprafață de 5,7 ha, integral pe uscat.

## Localizare
Centrul sitului Stimmecke bei Suderode este situat la coordonatele 51°58′51″N 10°37′18″E / 51.9808°N 10.6217°E.

## Înființare
Situl Stimmecke bei Suderode a fost declarat sit de importanță comunitară în octombrie 2000 pentru a proteja 1 specie de animale. Situl a fost protejat și ca arie specială de conservare în decembrie 2018.

## Biodiversitate
Situată în ecoregiunea atlantică, aria protejată conține 2 habitate naturale: Cursuri de apă de la nivel de câmpie la nivel montan, cu vegetație Ranunculion fluitantis și Callitricho-Batrachion, Păduri aluvionare cu Alnus glutinosa și Fraxinus excelsior (Alno-Padion, Alnion incanae, Salicion albae).
La baza desemnării sitului se află o specie protejată de  mamifere: liliac cârn (Barbastella barbastellus)
Pe lângă speciile protejate, pe teritoriul sitului au mai fost identificate 7 specii de mamifere, 1 specie de nevertebrate, 2 specii de pești.